# 一山站
一山站（：／ Ilsan yeok */?）是京義線沿線的一座地面車站，位於韓國京畿道高陽市一山西區一山洞，有首都圈電鐵京義·中央線和首都圈電鐵西海線列车停靠。舊站舍建於1933年，是開發區內僅存的日治時期歷史建築，與同一時期西洋式的京釜線車站風格有別，而於2006年12月4日被指定為登錄文化財。

## 車站結構
站體為3面6線的混合式月台的地面車站，採跨站式站房設計，並有2處出口。

### 月台配置
| ↑ 楓山                   |
| １２ \| ３0４ \| ５６ \| |
| 炭峴 ↓                   |

| 月台 | 路線                   | 目的地                           |
| ---- | ---------------------- | -------------------------------- |
| 3    | ●首都圈電鐵京義·中央線 | 首爾、大谷、回基、陶農、龍門方向 |
| 3    | ●首都圈電鐵西海線      | 大谷、始興市廳、草芝、元時方向   |
| 4    | ●首都圈電鐵京義·中央線 | 炭峴、金村、文山方向             |
| 4    | ●首都圈電鐵西海線      | 终到列车                         |

## 圖片

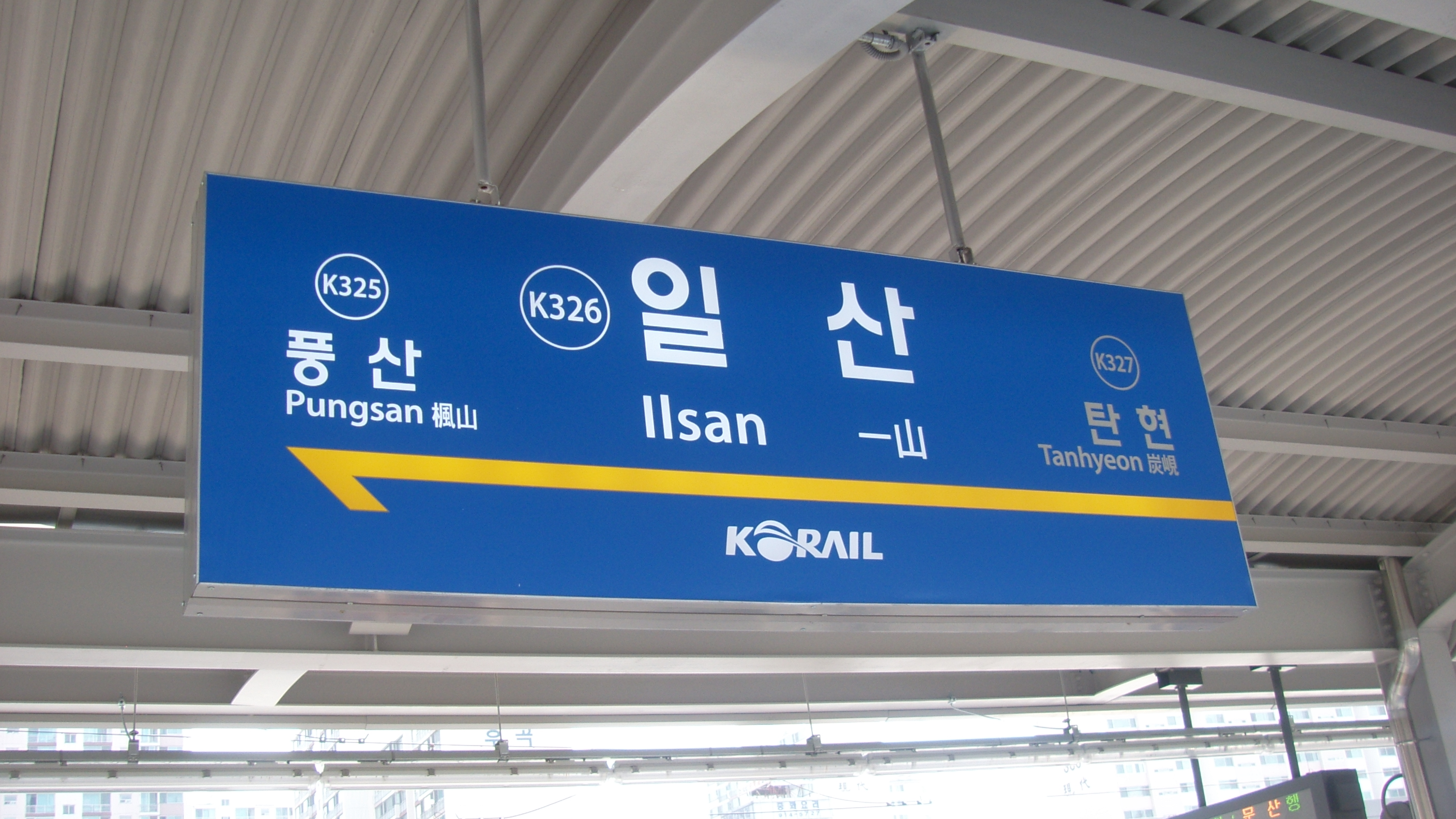
站名牌
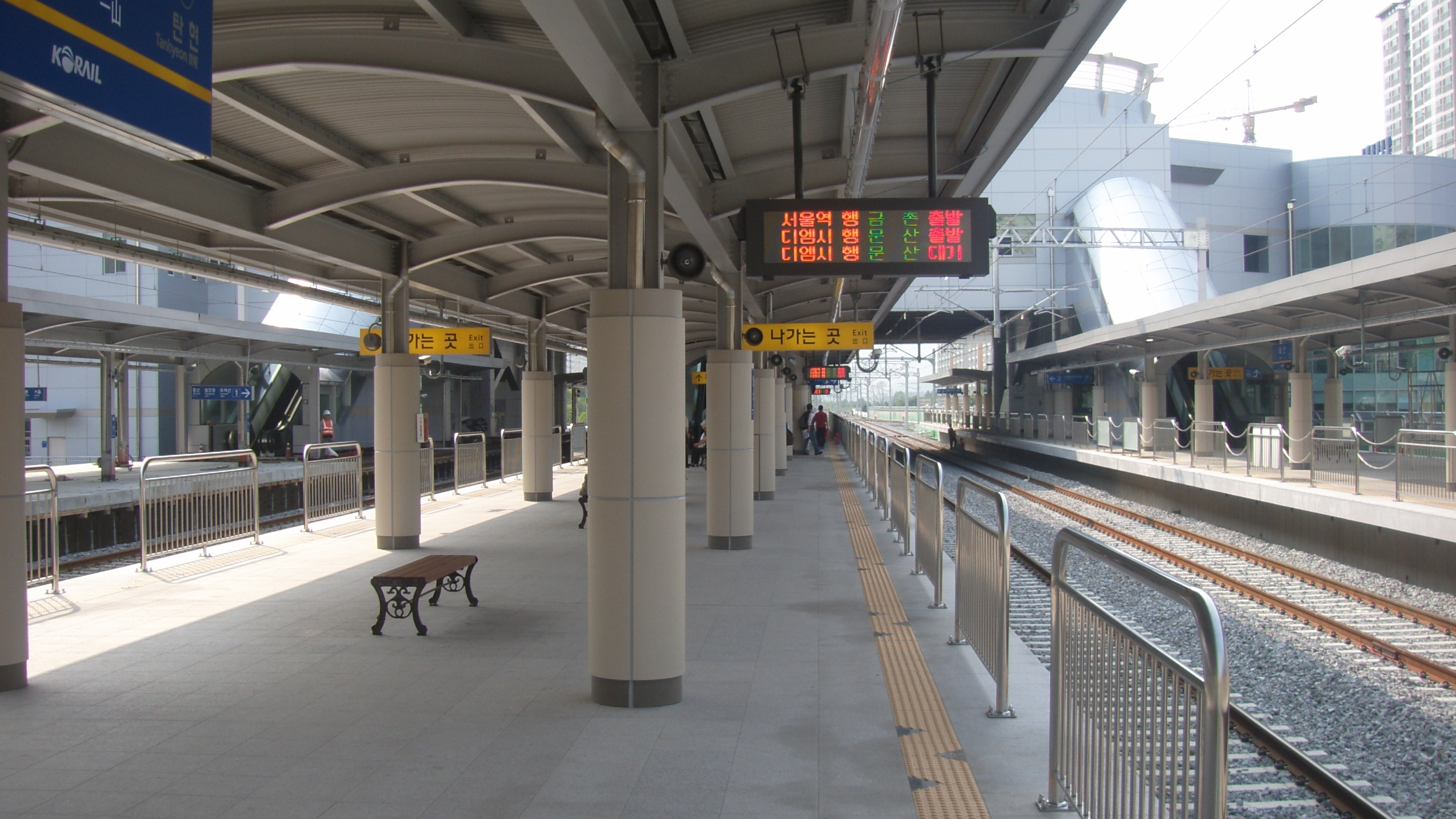
候車月台
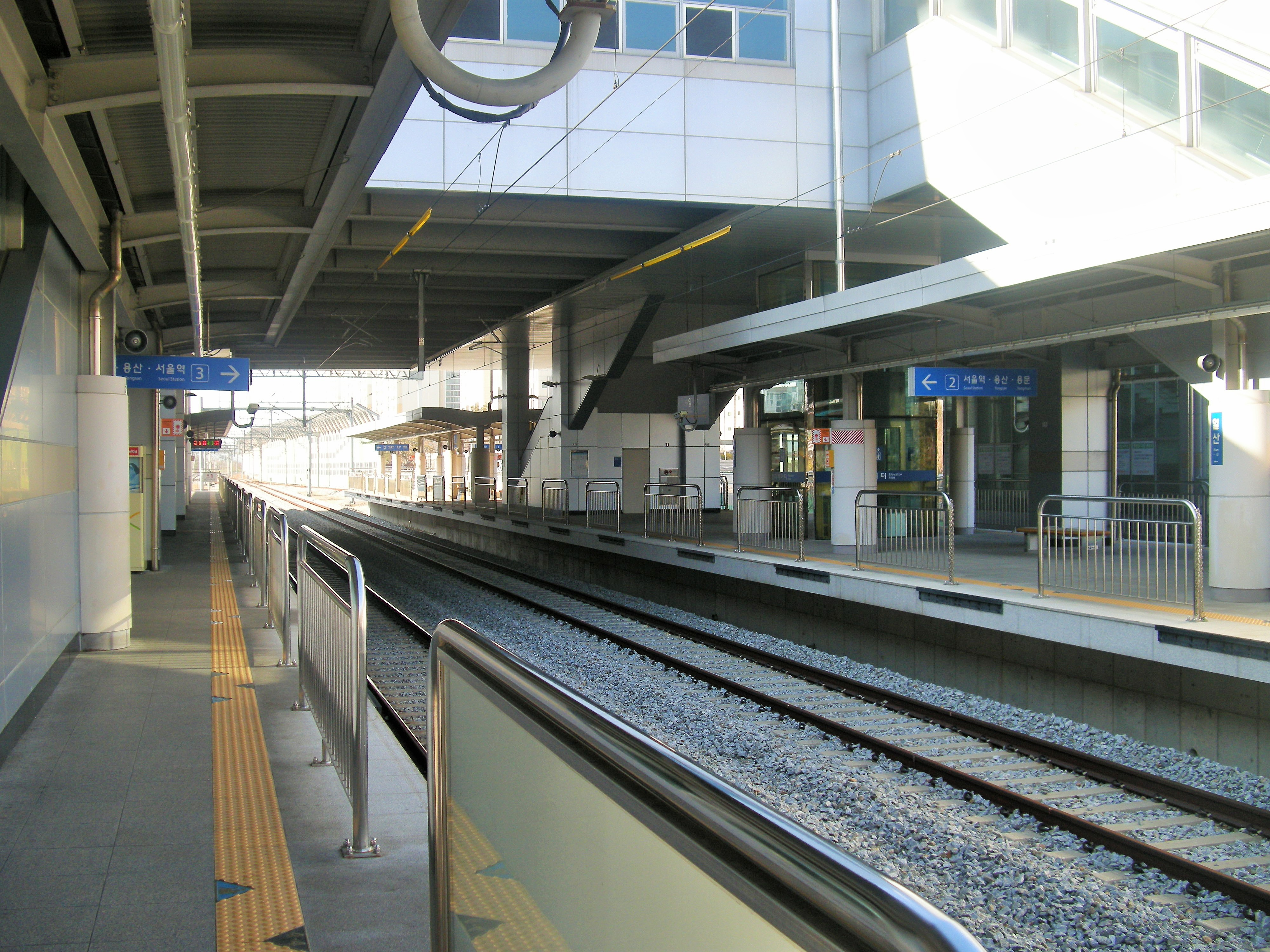
3號月台
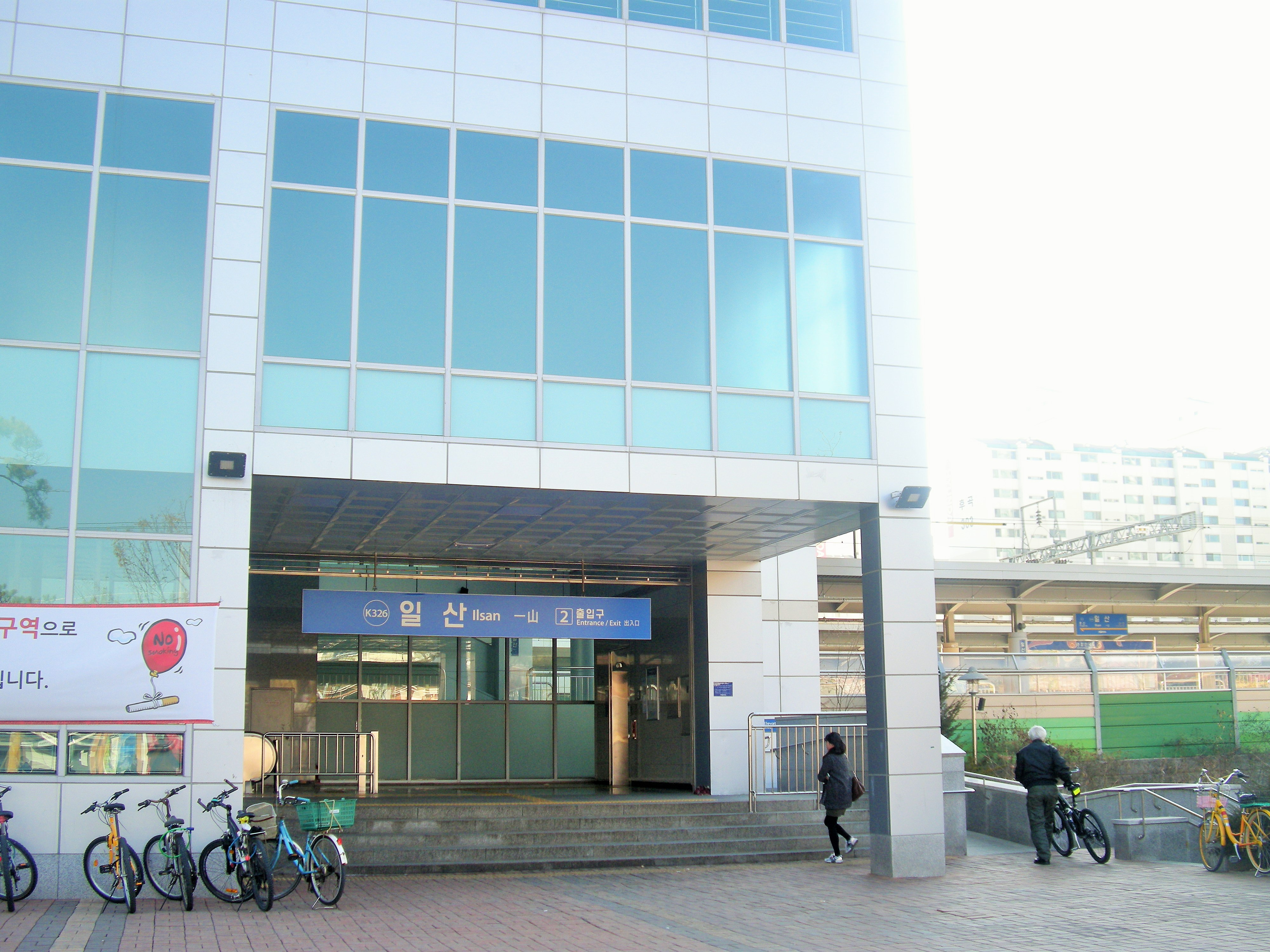
2號出口
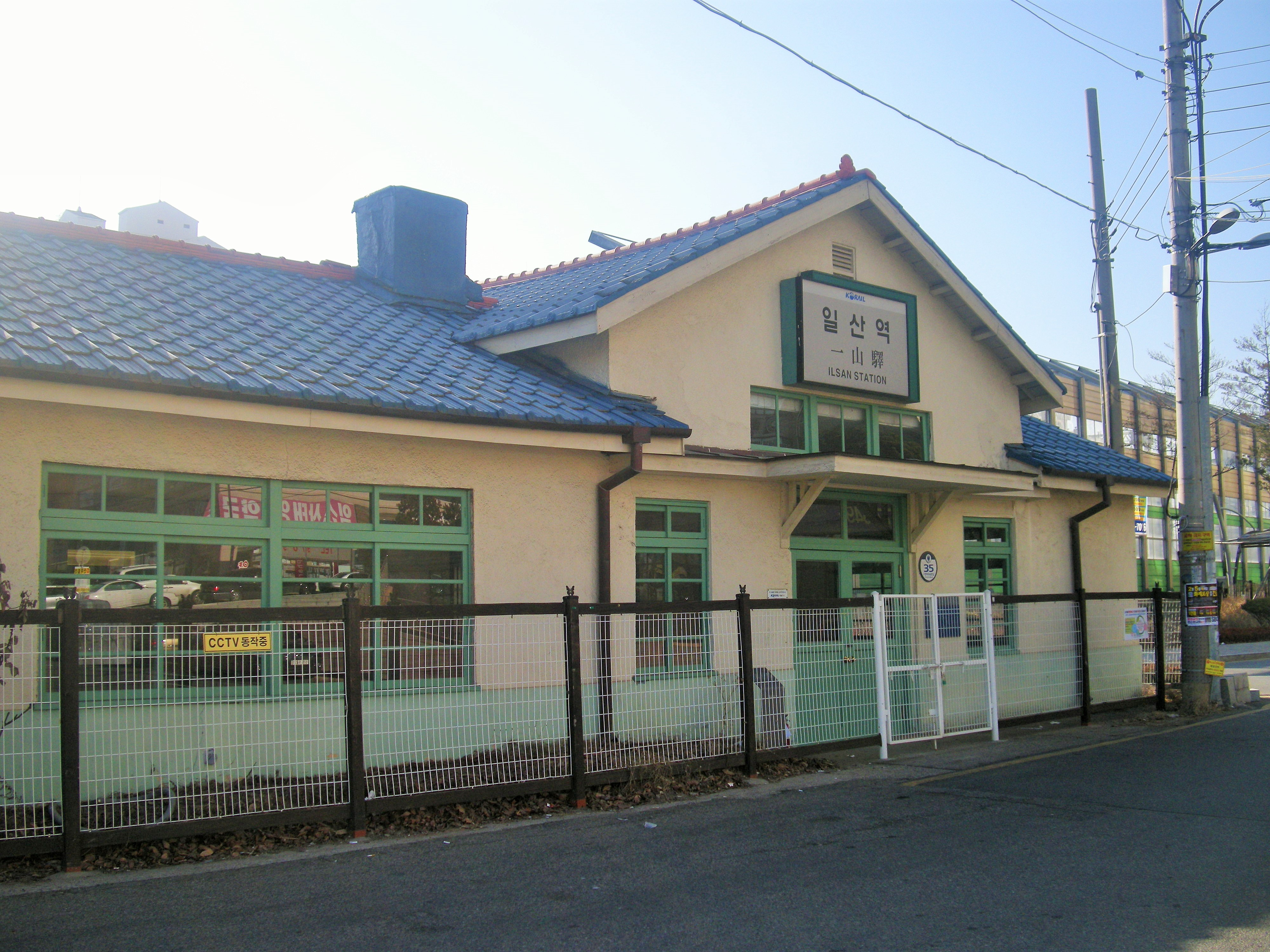
舊站建築

## 歷史
- 1906年4月3日：落成啟用。
- 1994年1月1日：货运列车停止停靠。
- 2009年7月1日：首都圈電鐵京義線开通。
- 2023年8月26日：西海線站體启用。

## 車站周邊
- 文化公園
- 一山教堂
- 一山市場
- 一山社會福祉館
- 一山2洞郵局
- 一山高校
- 一山中學
- 一山初等學校
- 信一初等學校